# Alfoz de Santa Gadea
Alfoz de Santa Gadea – gmina w Hiszpanii, w prowincji Burgos, w Kastylii i León, o powierzchni 34,39 km². W 2011 roku gmina liczyła 114 mieszkańców.